# Edumàtica
L'edumàtica és l'àrea que es dedica a fomentar i fer costat als professors, per a la comprensió, ús i aplicació racional de les tecnologies de la informació i la comunicació (TIC); així com en l'adquisició de destreses inherents al disseny i producció de procediments i sistemes tecnològics que incloguin els avanços de la multimèdia en la producció d'ambients d'aprenentatge interactius, amb la finalitat d'establir situacions en les quals s'utilitza les TIC com a mitjà per a ajudar a l'aula per a la satisfacció de la qualitat en el procés ensenyament-aprenentatge.